# Baila guapa
Baila guapa è un film commedia del 1979 diretto da Adriano Tagliavia con lo pseudonimo Al Midweg.

## Trama
Gloria Fontanesi, operaia in una ditta di materassi, viene licenziata. Si dedica al ballo in discoteca dove riesce a trovare una scrittura artistica. Il successo renderà Gloria felice e troverà anche l'amore.

## Produzione
Nel film si esibiscono diversi cantanti e gruppi musicali dell'epoca: Collage, Gruppo Europa, Milk and Coffee, La Nuova Stagione, Cesare De Vita e Silvano Bernardel.
Il film venne girato tra Roma, Anguillara Sabazia, dove abita la protagonista, e Frosinone dove c'era la vera fabbrica di materassi della Permaflex oggi in disuso.

## Distribuzione
Il film fu distribuito nel 1979.